# Аракчеев, Андрей Андреевич
Андре́й Андре́евич Аракче́ев (1772—1814) — российский военный деятель, генерал-майор (1799).
Младший брат фаворита Павла I и Александра I графа Алексея Аракчеева.

## Биография
Андрей Андреевич был средним из трёх братьев Аракчеевых. Его родителями были отставной поручик Андрей Андреевич Аракчеев (1732—29.07.1796) и Елизавета Андреевна Ветлицкая (1750—1820). Родился 19 ноября 1772 года[по какому календарю?]. Как и его братья Алексей и Пётр, Андрей избрал карьеру военного. В 1790 году окончил Артиллерийский и инженерный шляхетский кадетский корпус и в чине штык-юнкера выпущен в полевую артиллерию. В том же году в звании капитана переведён в гвардейский артиллерийский батальон.
После возвышения его брата Алексея, ставшего доверенным лицом императора Павла I, карьера Андрея быстро развивалась. В 1799 году он стал полковником, а затем, в том же году, генерал-майором. В октябре 1799 года уволен в отставку.
В 1804 году генерал Аракчеев был вновь принят в службу. До 1805 года командовал 5-м артиллерийским полком, затем был назначен шефом 11-го артиллерийского полка.
В 1808—1809 годах участвовал в Русско-шведской войне. После окончания войны занимал пост коменданта Киева.
Участвовал в Отечественной войне 1812 года в составе 3-й (обсервационной) армии, предназначенной для сдерживания Австрии. 16 ноября 1812 года назначен начальником артиллерии этой армии. В 1813—1814 годах занимал ряд командных должностей в артиллерии, участвовал в осаде Торна.
В числе его наград: орден Святого Иоанна Иерусалимского командорский крест (30 марта 1799), орден Святой Анны 1-й степени (10 апреля 1808), орден Святого Владимира 2-й степени (17 ноября 1809).
Скончался 22 августа 1814 года[по какому календарю?]; похоронен в Успенском Свенском монастыре под Брянском.